# موانئ الكويت

صورة تُظهر شعار الكويت أهمية النقل البحري للكويت.

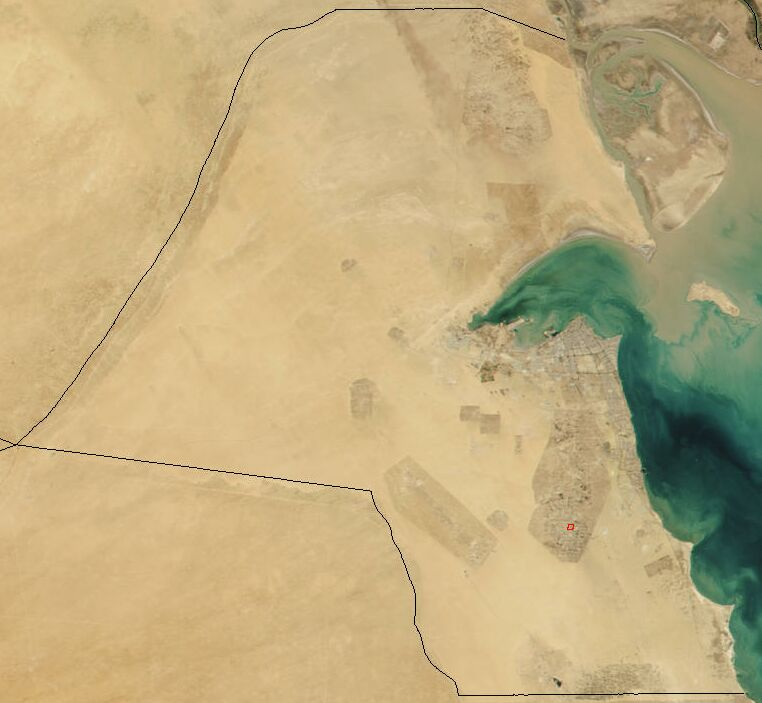
صورة فضائية للكويت عام 2001. يظهر تحضر والتحول الصناعي على طول السواحل الجنوبية للدولة بوضوح في هذه الصورة.

الموانئ السبعة الرئيسية في الكويت تقع في النصف الجنوبي من 499 كم من السواحل المطلة على الخليج العربي لهذا البلد الذي تبلغ مساحته 17٬820 كم2. تمتلك الكويت، في عام 2015، ميناءين رئيسيين هما ميناء الشويخ وميناء الشعيبة، وثلاثة مرافئ نفطية هي ميناء الأحمدي، ميناء الشعيبة وميناء عبدالله، وميناءين ساحليين صغيرين هما الدوحة وخور المفتح، وقاعدة بحرية واحدة في رأس القليعة. مع إنشاء ميناء للحاويات في بوبيان الذي افتتح عام 2016.

## التاريخ البحري

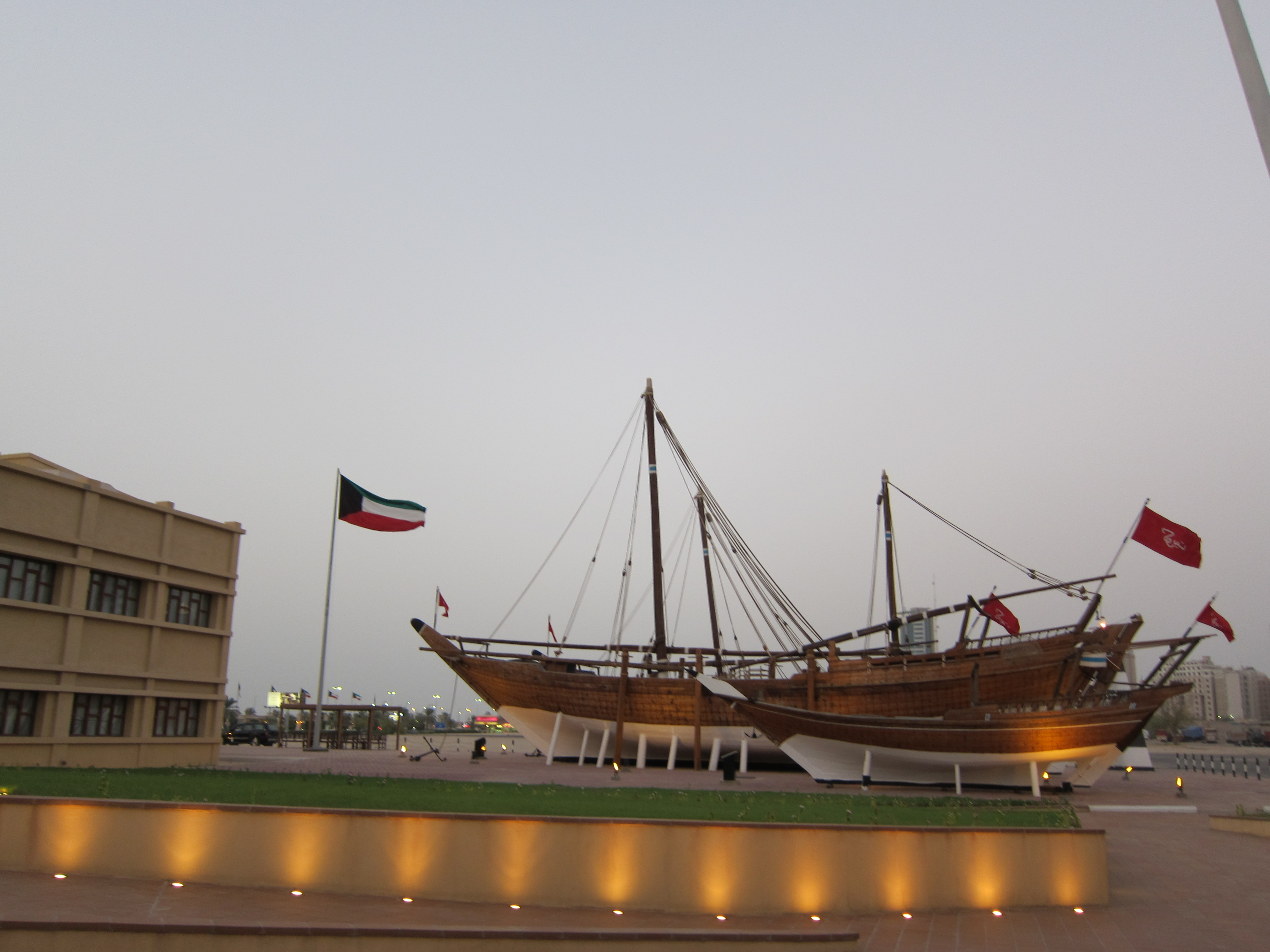
سفينتان بوم في متحف البحرية بالكويت.

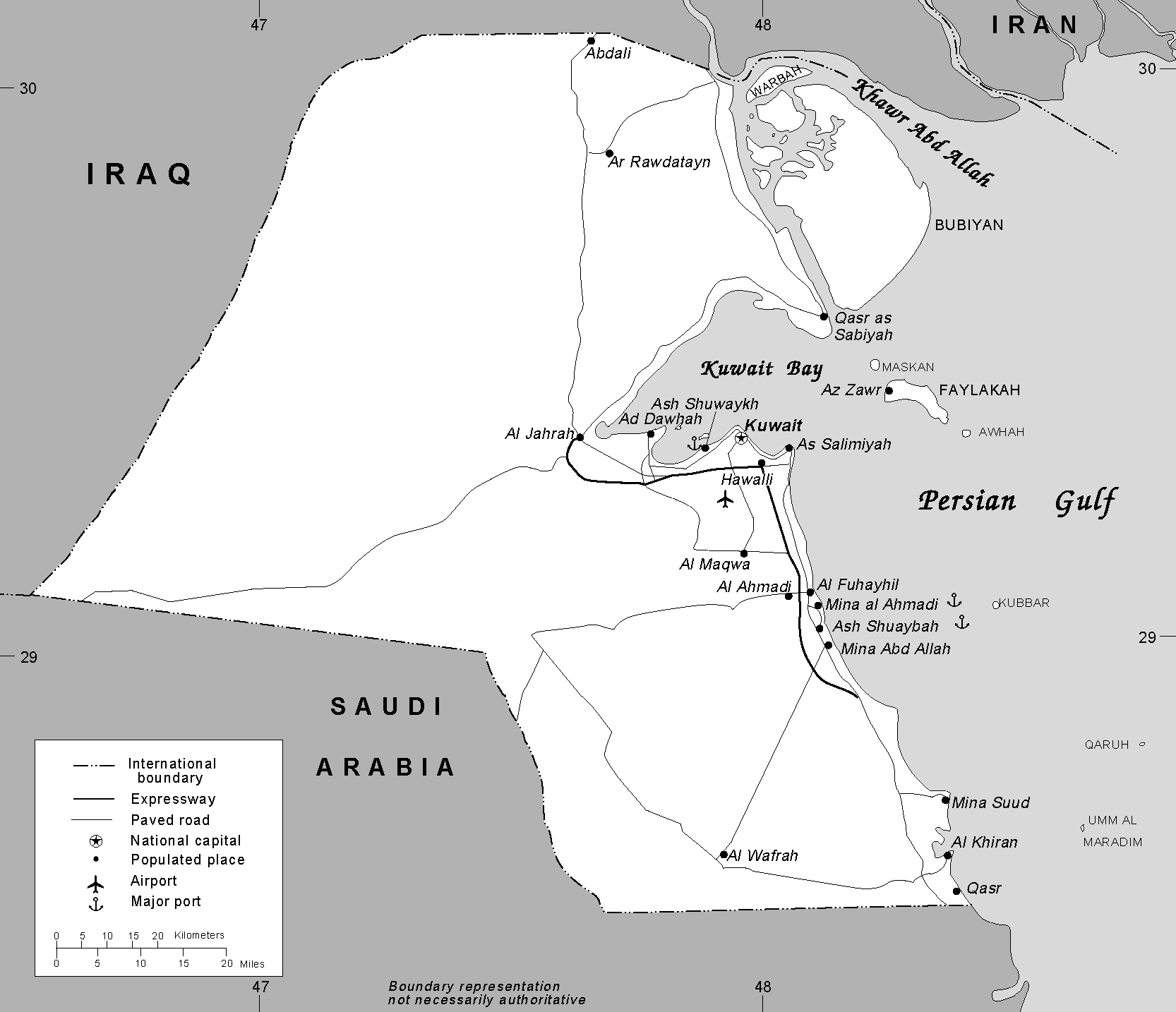
حدود، مدن، الموانئ والمطارات الرئيسية في الكويت.

تشكل جون الكويت الميناء الطبيعي الجيد الوحيد في قاع الخليج العربي. فمياهه العميقة وسهولة الوصول إليه تتناقض مع صعوبة شط العرب والبصرة.
أُسِّسَت الكويت الحالية على يد أسرة آل صباح عام 1715، وفي القرن الثامن عشر، كانت السفن الشراعية الكويتية تتاجر مع الهند الشرقية.
في 1776، غادر العديد من التجار البصرة التي سقطت بيد الفرس ليستقروا في مدينة الكويت. كما تبعتهم شركة الهند الشرقية، وكان ذلك أحد أسباب ازدهار هذه المدينة.
في 1826، انطلق أسطول كويتي لمساعدة مدينة البصرة المحاصَرة من قبائل. وفي 1841، أُبرم اتفاق مع المملكة المتحدة لبريطانيا العظمى وأيرلندا لوقف تجارة الرقيق وضمان أمن البحار.

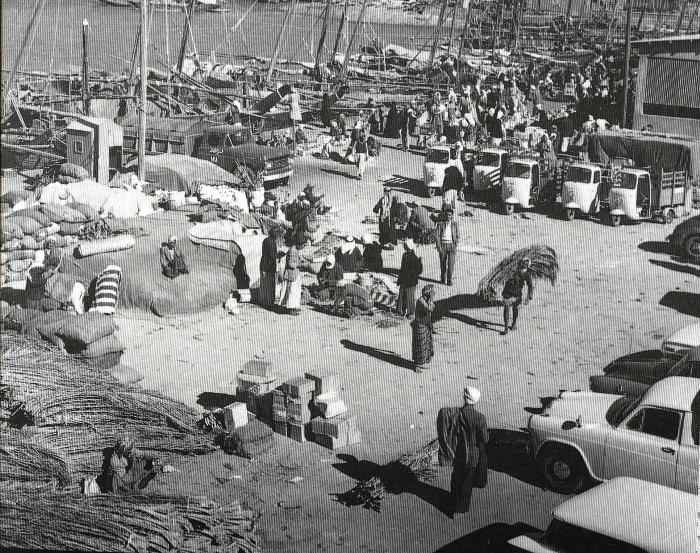
سوق خضار على رصيف ميناء صغير للصيد في مدينة الكويت في خمسينيات القرن العشرين.

عام 1856، توقف أسطول من البحرية الملكية البريطانية في مدينة الكويت. وكان البريطانيون حينها في حرب مع الفرس، فعرضوا حمايتهم وطلبوا إنشاء مستودع للفحم. رفض الشيخ جابر بن عبد الله الصباح هذه العروض لكنه وافق على ألا تُنشئ أي قوة أخرى، بما في ذلك الدولة العثمانية، مثل هذا المستودع. كانت سيادة الباب العالي على الكويت اسمية فقط رغم إعلانها سنة 1871 تحت ضغط عسكري قائمقامية وتعيين الشيخ عبد الله الصباح قائمقام. وفي 1899، عقد الأخير معاهدة حماية مع المملكة المتحدة. وفي 13 نوفمبر 1914، وُقّعت معاهدة تحالف بين الكويت وبريطانيا العظمى، وبدأت الكويت عمليات ضد الدولة العثمانية. وبعد هجوم سفينة بريطانية على سفينة كويتية تحت الراية العثمانية، أنشأ الشيخ أول علم للكويت. وأثناء الحماية البريطانية بعد الحرب، حُددت الحدود العراقية الكويتية عبر معاهدة العقير 1922-1923 وضُمّت ثماني جزر منها بوبيان إلى الكويت.

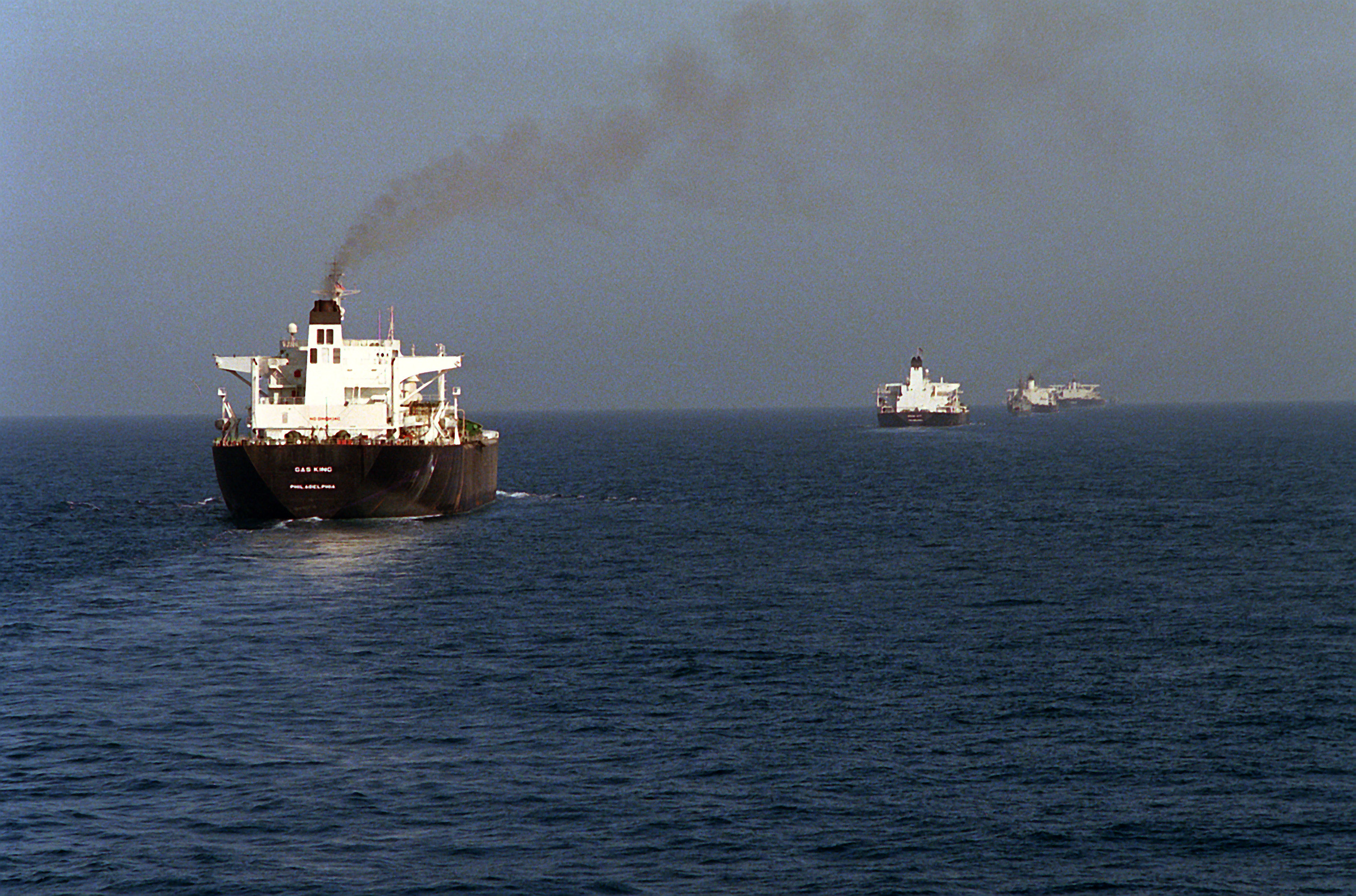
قافلة ناقلات نفط كويتية تحت حماية البحرية الأمريكية عام 1987 خلال حرب الخليج الأولى أثناء عملية الإرادة الجادة.

اُكتُشف نفط في الإمارة عام 1937، وبدأت أولى صادرات المحروقات عام 1946. وقد حوّل النفط خلال عقود قليلة مدينة الكويت الصغيرة إلى حاضرة، جاذباً أعداداً كبيرة من الوافدين. وسكان البلاد ارتفعوا من 152 000 نسمة عام 1950 إلى 738 000 نسمة عام 1970 منهم 347٬000 كويتي و391٬000 غير كويتي. وفي 2013، قدّر العدد بـ2 695 000 نسمة.
سمح «الذهب الأسود» لهذا البلد بتطوير بناه التحتية. ففي نهاية يناير 2013، منحت شركة نفط الكويت عقداً بقيمة 486,5 مليون دولار لشركة STFA التركية لبناء ميناء بجانب مصفاة ميناء الأحمدي، وتحديث الميناء القائم المجاور، وإنشاء موانئ أخرى أصغر على طول الساحل. ويأتي هذا المشروع ضمن تطوير أكبر لزيادة قدرة المصفاة على النقل، ووسعت في عام 2020 لمعالجة نحو 4 ملايين برميل يومياً.

## الصناعة البتروكيميائية
تمتلك الكويت بنية تحتية متطورة لتصدير النفط الخام، والمنتجات المكررة، والغاز. تقوم شركة البترول الوطنية الكويتية، وهي فرع من مؤسسة البترول الكويتية تأسست عام 1960، بتشغيل المصافي والمنشآت المرتبطة بالتصدير. وفي عام 2009، شغلت الشركة المصافي الثلاث الكبرى في الكويت الواقعة على الساحل جنوب البلاد: ميناء الأحمدي، ميناء الشعيبة، وميناء عبد الله بطاقة إجمالية حينها بلغت 920000 برميل يومياً، يذهب 80% منها إلى التصدير، في حين كانت هناك مصفاة رابعة قيد المشروع.

## المواقع
تعتمد الموانئ على هيئة الموانئ الكويتية ومحطات شركة النفط الكويتية.

### ميناء الشويخ

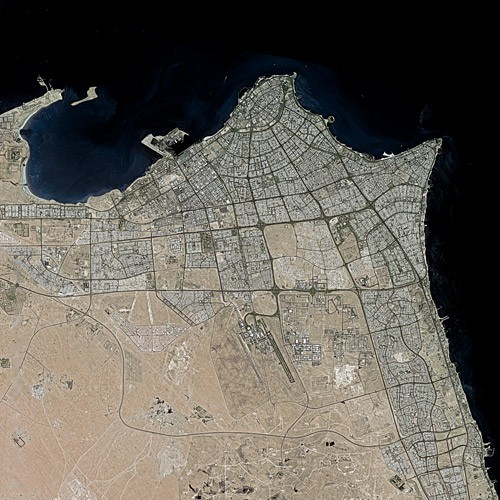
التجمع العمراني لمدينة الكويت كما يظهر من القمر الصناعي سبوت عام 2004. يقع ميناء الشويخ في أعلى يسار الصورة. وتقع المنطقة الحرة في الطرف الشرقي لجون الكويت قرب وسط المدينة.

الميناء التجاري الرئيسي في الكويت للمنتجات غير النفطية هو ميناء الشويخ، ويقع على الضفة الجنوبية لجون الكويت على بعد بضعة كيلومترات غرب مدينة الكويت.
بُني عام 1960، ويتبع لهيئة موانئ الكويت، وهو الميناء المعتاد لدخول معظم السلع الاستهلاكية إلى البلاد عبر سفن الحاويات وسفن الدحرجة. ويُعد ميناء الشويخ أحد أكثر الموانئ نشاطاً في الشرق الأوسط، إذ يضم 21 رصيف إرساء منها، في عقد 2000، 14 رصيفاً بعمق 10 متر، و4 أرصفة بعمق 8,5 متر، و3 أرصفة بعمق 6,7 متر، ويبلغ الطول الإجمالي للأرصفة 4٬055 متراً؛ أما الغاطس المسموح به للسفن فهو 9,6 متر عند المد و7,6 متر عند الجزر.
تبلغ المساحة الإجمالية للميناء 3.2 مليون متر مربع وحوض مائي بمساحة 1.2 مليون متر مربع.
يمر عبور السفن القادمة من الخليج العربي إلى الميناء عبر قناة ملاحية محفورة داخل جون الكويت. يبلغ طول القناة نحو 8 كم وعمقها 8,5 متر من المياه عند الجزر. ويمكن للميناء استقبال السفن ذات الغاطس 7,5 متر في جميع ظروف المد والجزر، والسفن ذات غاطس 9,6 متر عند المد العالي.
في 1988، نقل أكثر من 1٬100 سفينة حوالي 3.7 مليون طن من البضائع عبر ميناء الشويخ.
يسعى الكويت إلى استعادة دوره كنقطة ترانزيت في المنطقة بعد الانخفاض الكبير في التجارة الدولية عقب حرب الخليج الثانية. وفي 1996، سمحت الحكومة بإنشاء منطقة تجارة حرة في هذا الميناء، وافتتحت في نوفمبر 1999. وقد تم تأجير أكثر من 80% من المساحة المتاحة. ومؤخراً، خفّضت السلطات الكويتية بعض رسوم الموانئ لتشجيع استخدام الكويت كنقطة ترانزيت.

### ميناء الشعيبة

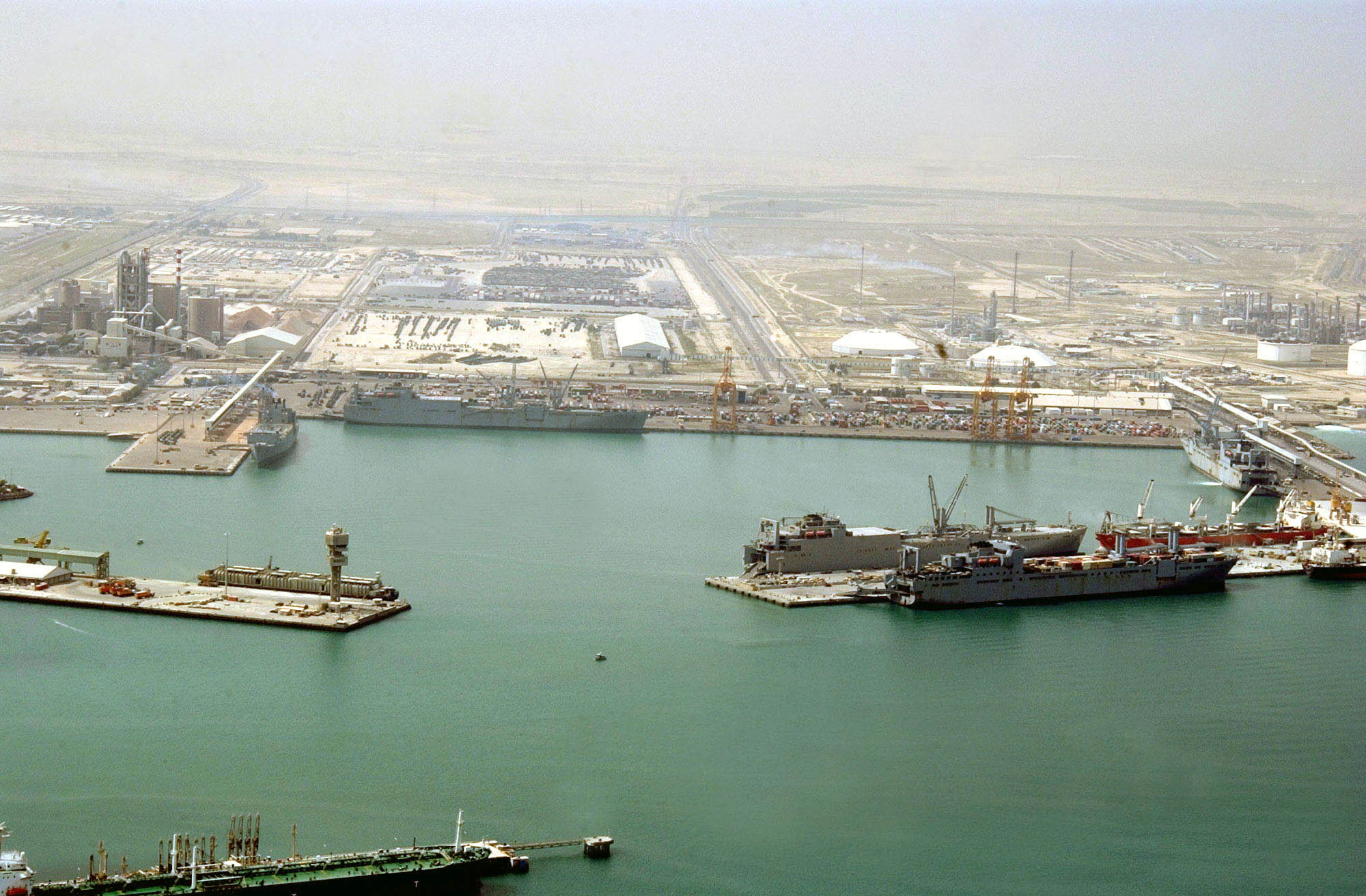
سفن النقل السريع من classe Algol التابعة لـMilitary Sealift Command عام 2004 في ميناء الشعيبة أثناء حرب العراق.

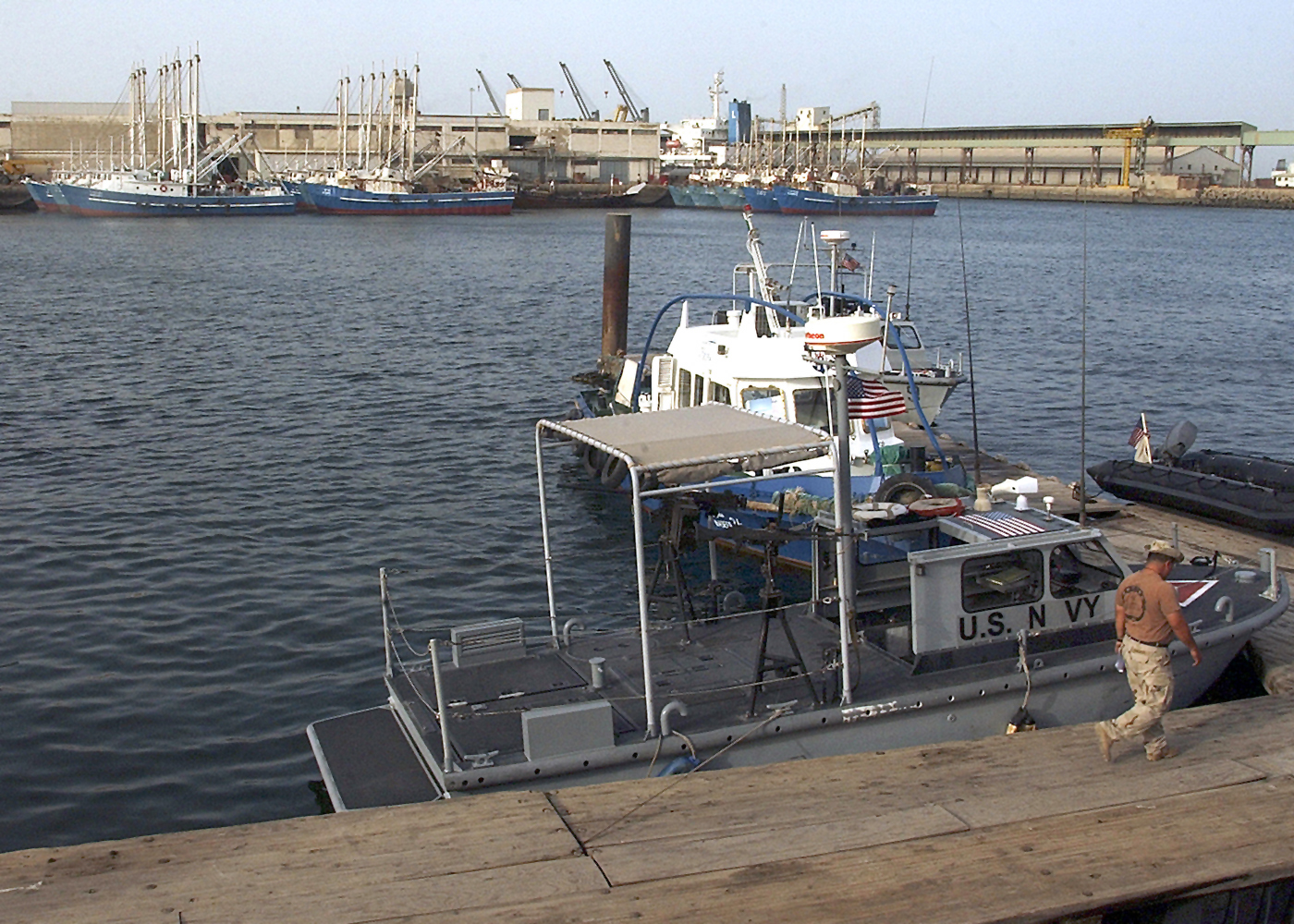
حوض سفن الصيد في ميناء الشعيبة.

بُني ميناء الشعيبة التجاري في 1968 على بعد نحو خمسين كيلومتراً جنوب العاصمة لتطوير منطقة صناعية تحمل الاسم نفسه، متخصصة في تكرير النفط، وكيمياء النفط، وتسييل الغاز، وصناعة أسمنت، وتصنيع المنتجات السمكية، يحد الميناء من الشمال رصيف ميناء الأحمدي ومن الجنوب رصيف ميناء عبد الله.
يمكن لحوالي عشرين سفينة، من بينها 4 سفينة حاويات، الإرساء على أرصفة طولها الإجمالي 4٬068 متراً، وتتراوح الأعماق بين 10 و14 متر. أما رصيف نقل النفط فيبلغ عمقه 16 متر. ويحتوي على حوض للسفن الصغيرة مثل قوارب الصيد.
أفتتحت محطة الحاويات في مايو 1982 وتبلغ مساحتها 31 هكتاراً. استخدمت، من بين أمور أخرى، في العقد الأول من الألفية الجديدة من قبل الجيش الأمريكي الذي أنشأ فيها Kuweit Naval Base. وتضم القاعدة رصيفاً طوله 426 متر لخدمة لوجستيات قواته في العراق وأفغانستان. ويمر نحو 90% من الإمدادات البحرية الموجهة للعراق وأفغانستان عبر هذا الميناء.
أفتتحت مصفاة الشعيبة في 1968 على بعد 50 كم جنوب المدينة، بمساحة 1 332 000 م2، وبطاقة تكرير تصل إلى 195٬000 برميل يومياً أي ما يعادل 31 000 م3 يومياً.
في 20 أغسطس 1981، تسرب 118 مليون لتر أي نحو 106٬000 طن من النفط من خزانات التخزين.

### ميناء مبارك الكبير
في نوفمبر 2004، اتخذ قرار بناء ميناء مبارك الكبير للحاويات ومنطقة تجارة حرة على جزيرة بوبيان لتحسين حركة البضائع باتجاه العراق وإيران والجمهوريات المسلمة السابقة للاتحاد السوفيتي، وكان من المقرر حينها أن يكتمل في 2016. في أبريل 2010، تم الانتهاء من المرحلة الأولى من المشروع التي شملت مبنى إدارة الميناء و500 م من الأرصفة للقوارب الصغيرة، وبدأت المرحلة الثانية. تبلغ القدرة السنوية المعلنة 2,4 مليون وحدة. وقدّر المشروع في 2011 بـ 1,1 مليار دولار أمريكي، ويتنافس مع مشروع ميناء عراقي بقيمة 1,6 مليار دولار كان من المقرر افتتاحه في 2016، مما دفع بعض السياسيين العراقيين للمطالبة بإيقافه.
تملك هيونداي للهندسة والبناء، ومقرها سيول، عقد البناء من خلال مشروع مشترك مع مجموعة الكرافي الكويتي. رغم عدم ذكر قيمة محددة للعمل، تشمل المرحلة الثانية 3,3 كم من الأرصفة، بينما تتضمن المرحلة الأخيرة محطة توليد طاقة كهربائية.

### ميناء الأحمدي
ميناء الأحمدي هو أحد أهم الموانئ النفطية في الكويت وتدار من شركة نفط الكويت. يقع مباشرة شمال الشعيبة، ويشرف على معظم صادرات النفط من إمارة الكويت. في بداية عقد 2000، كانت هناك اثنتا عشرة منصة بحرية تسمح بتحميل أكثر من 2 مليون برميل من النفط ويمكنها استقبال أكبر عدد من ناقلات النفط.
بُنيت مصفاة لتكرير النفط، أول مصفاة في تاريخ الكويت، في 1949 على بعد 45 كم جنوب مدينة الكويت، وتبلغ مساحتها 10٬534٬000 م²، وقدرت طاقتها التكريرية بعد تحديثها في 1988 بـ 465٬000 برميل يومياً أي 73٬900 م³/يوم.
يضم ميناء الأحمدي أربع منشآت. الرصيف الجنوبي يحتوي على ثماني أماكن تختلف أعماقها بين 12 و15 م. الرصيف الشمالي يحتوي على أربعة مواقع رسو بعمق حوالي 18 م. هذه المنشآت قادرة على معالجة ناقلات أو سفن بضائع تصل إلى 100٬000 طن.
الجزيرة الاصطناعية يمكنها استقبال ناقلات بسعة 375٬000 طن، وتتألف من منصة تحميل بست منصات استقبال بعمق يقارب 30 م. نقطة رسو واحدة مرتبطة بواسطة خطوط أَنابيب تحت الماء. البضائع الممكن تحميلها تشمل البوتان والبروبان GPL عند الرصيف الأول إلى 10، وكذلك وقود الطائرات ونفثا عند الرصيف الثالث. ويُوفّر وقود السفن لجميع الرصيف.
في 2006، تم التخطيط لمشروع توسعة بقيمة 900 مليون دولار لزيادة قدرات التخزين والتصدير بالتوازي مع خطط زيادة الإنتاج.
الميناء هو أيضاً أحد مواقع برنامج تزويد السفن للبحرية الأمريكية، الذي يزود السفن التجارية بوقود الدفع لسفن بحرية الولايات المتحدة وسفن أخرى تابعة لحكومة الولايات الأمريكية المتحدة. وفي عام 2009، زودت مؤسسة البترول الكويتية بـ1,210 مليار دولار أمريكي لمركز دعم الطاقة الدفاعية مركز دعم الطاقة الدفاعية، أي 6,43% من إجمالي عقود هذا الجهاز التابع لوكالة الدفاع اللوجستية.

#### تخريب وتفخيخ خلال حرب الخليج 1991

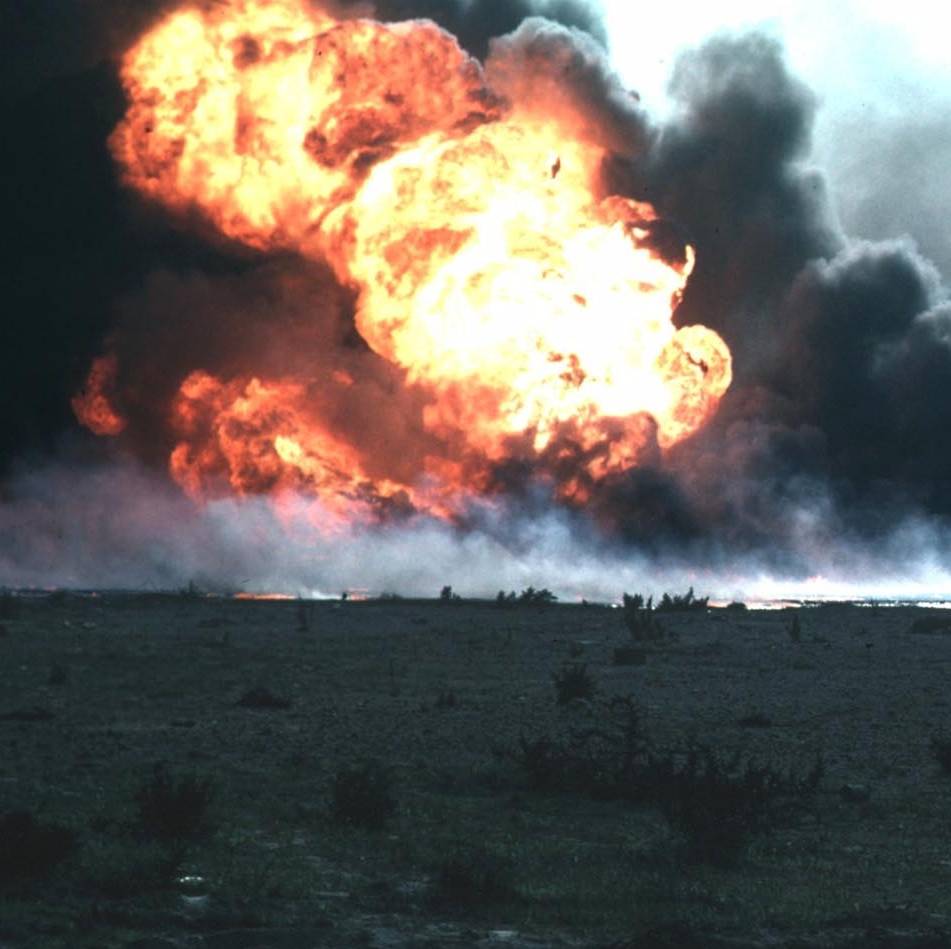
آبار النفط المشتعلة خلال حرب الخليج 1991.

ابتداءً من 19 يناير 1991، مع تخريب آبار النفط في الكويت وهذا الميناء النفطي من قبل القوات المسلحة العراقية أثناء حرب الخليج الثانية، انتشرت بين 700 000 و1 447 000 طن من نفط في الخليج العربي مسببًا كارثة تسرب نفطي ضخمة.
قامت العراق بتفريغ ملايين البراميل من النفط في الخليج العربي من منصة Sea Island البحرية، قبالة سواحل الكويت. كما أفرغت خزانات التخزين على الأرض في الخليج عبر أنابيب تحت الماء.
في 27 يناير 1991، أسقط قاذفات F-111 من USAF قنبلتين موجهتين جي بي يو-15 على مجمع خطوط الأنابيب المؤدية إلى محطة التحميل. اعتُبرت هذه المنشآت "المحور الرئيسي" للانسكاب النفطي، كمكان يمكن فيه إيقاف النفط دون الإضرار بالبيئة أكثر. ومنذ ذلك الحين، لم يتكرر أي حادث ناقلات أو تخريب عمدي بهذا الحجم.
بعد حرب الخليج، أعلنت السلطات العراقية أنها وضعت 1 157 لغم بحري في الخليج العربي، وقد دمرت 1 240 منها من التحالف الدولي، لأن بعضها كان من مخلفات الحرب الإيرانية العراقية. دمرت السفن الأوروبية بمفردها 898 منها، ومن ضمن هذه الوحدات الأوروبية، دمرت سفن صائدة من classe Tripartite الفرنسية والبلجيكية والهولندية 530.

#### حادث 25 يونيو 2000
في 25 يونيو 2000، انفجر أنبوب قديم لتكثيف الغاز تعرض للتآكل بين خزان غاز طبيعي مسال ومصفاة. حاول المشغلون عزل التسرب، إلا أن انفجارًا وقع، وتضررت ثلاث وحدات تقطير ووحدتان لإعادة التشكيل، وأسفر الحادث عن مقتل 5 أشخاص وإصابة حوالي 30 آخرين، وقدّرت الخسائر بـ 412 مليون دولار أمريكي وقتها، أي ما يعادل 565 مليون دولار عام 2014. كان هذا الحادث أكبر كارثة في الكويت، واضطر وزير النفط إلى تقديم استقالته.

### ميناء عبد الله
بُنيت مصفاة ميناء عبد الله في 1958 على بعد 46 كم جنوب العاصمة. تبلغ مساحتها 7 835 000 م2، ويمكنها تكرير 270٬000 برميل أي 43 000 م3 يوميًا.
تحتوي على جزيرة صناعية مع غاطس يتراوح بين 13 و17 م ولديها قدرة تحميل قصوى 214٬000 طن  tpl. رصيف الرسو 18 يمكنه استقبال السفن التي تبلغ حمولتها 140٬000 طن  tpl، بينما رصيف الرسو 19 يمكنه استقبال السفن التي تبلغ حمولتها 276٬000 طن tpl. تشمل البضائع الناتجة النفثا، والوقود النفاث Jet، وكيروسين والهيدروكربونات الأخرى. أشتعلت القوات العراقية مستودعات الوقود الخاصة به في 22 يناير 1991، وكذلك مستودعات وفرة والشعيبة.

### ميناء الزور
ميناء الزور (مينا سعود) هو محطة نفطية تتولى تحميل النفط الخام من حقول النفط في جنوب الكويت.
يمكنه استقبال السفن حتى حوالي 140٬000 tpl للتحميل الكامل وحوالي 370٬000 tpl للتحميل الجزئي. الحد الأقصى للغاطس المسموح به عادة هو 15,85 م. الحجم الأقصى للسفن التي تستخدم الرصيف هو 180 م.
مشروع مصفاة الزور، الذي كُشف عن مخططاته في يوليو 2007، يقدر بنحو 14.5 مليار دولار أمريكي. بسعة متوقعة تبلغ 615 000 برميل يوميًا أي 97 800 م3 يوميًا، كان من المفترض اتخاذ القرار النهائي بشأن بنائه في مايو 2010.

### الدوحة
هو ميناء ساحلي صغير في مدينة الدوحة نفسها، الواقعة في نهاية خليج الكويت، ويُدار من هيئة الموانئ الكويتية، في محافظة الجهراء.
بغاطس يبلغ 4,3 م، يُستخدم من قبل الدهوات، والبارجات والسفن الساحلية التي تقوم بعمليات مساحلة بين موانئ الخليج. داخل حوض الميناء الرئيسي، هناك 9 أرصفة بإجمالي طول 2 600 م.
يحتوي الميناء على 11 مستودع بمساحة إجمالية تبلغ 8٬110 مترًا مربعًا، و4 صالات مغطاة بمساحة إجمالية تبلغ 4٬100 مترًا مربعًا، وحديقة صغيرة بمساحة 3٬250 مترًا مربعًا.

### القاعدة البحرية راس القليعة
القوة البحرية الكويتية الحديثة التي تأسست في 1961 تمتلك قاعدة بحرية في راس القليعة، الواقعة على بعد حوالي 56 كم جنوب مدينة الكويت وبضعة كيلومترات شمال ميناء الأحمدي. تحتوي على مطار مروحيات يحمل الرمز OKNB.
أستولى الجيش العراقي على القاعدة البحرية مع مرافقها ومستودعات الذخيرة الخاصة بها (بما في ذلك حوالي 100 صاروخ إكزوست) وكذلك 6 دوريات صاروخية لورسن خلال غزو الكويت في أغسطس 1990.
تشمل القاعدة أيضًا منشأة تخزين تقع على بعد 10 كم في الداخل. تحتوي هذه المنشأة على مستودع ذخيرة به ستة صوامع كبيرة، وست مجموعات من خمسة صوامع صغيرة متجاورة، وستة صوامع صغيرة أخرى، ومبنى لتجميع ومعالجة الذخائر. وكانت هدفًا لغارات قصف من قبل قوات التحالف، نفذتها من بين آخرين طائرات جاغوار التابعة للقوات الجوية الفرنسية خلال عملية داغيت.
نشر حوالي 150 لغم بحري من هذه القاعدة خلال النزاع، وغالبيتها انجرفت إلى الشواطئ جنوبًا بفعل التيار.
كان من المخطط تنفيذ إنزال لقوات مشاة البحرية في المنطقة، لكن هذا المخطط لم يكن سوى تمويه.